# Iàmixka
Iàmixka (en rus: Ямышка) és un poble de l'óblast de Kírov, a Rússia, segons el cens del 2010 tenia 296. Pertany al districte (raion) de Viàtskie Poliani.